# Nokia N73
 (janvier 2021).
Si vous disposez d'ouvrages ou d'articles de référence ou si vous connaissez des sites web de qualité traitant du thème abordé ici, merci de compléter l'article en donnant les références utiles à sa vérifiabilité et en les liant à la section « Notes et références ».
Le Nokia N73 est un smartphone créé en 2006 par Nokia décrit comme un « appareil multimédia ».
En commun avec d'autres modèles Nokia de la Série-Nnde série E, il est préchargé avec de nombreuses applications telles que les contacts, la messagerie instantanée, une galerie photo et video, un lecteur multimédia, une radio visuelle, RealPlayer, un navigateur web complet, un visualiseur de documents Office, un lecteur de PDF et quelques jeux. La majorité de ces applications peuvent être exécutées en tâche de fond. Par exemple, on peut écrire un message tout en écoutant un MP3 ou encore en lisant un fil RSS avec le navigateur. Ce modèle se distingue grâce à l'appareil photo numérique de 3,2 mégapixels, équipé d'un autofocus, disponible en poussant sur un bouton externe ou en ouvrant le clapet. Le Nokia N73 ne supporte pas le Wi-Fi mais dispose du Bluetooth.
Des applications Java, ou tournant sous Symbian OS, peuvent être installées et désinstallées grâce au logiciel Nokia PC Suite. Nokia permet, via un petit module de cette application, de mettre à jour son firmware. Tout fichier musical est nommé par ses données ID3 (artiste, titre...).
Plusieurs versions ont particulièrement souffert de firmwares approximatifs, rendant l'utilisation de l'appareil difficile. En effet, des fonctionnalités importantes du N73, telles que le micro, l'appareil photo, la gestion des appels et les appels proprement dits, ont régulièrement fait l'objet de pannes, forçant le redémarrage du téléphone.